# William Disney
Bill Disney (Topeka, 3 de abril de 1932 – Lake Havasu City, 22 de abril de 2009) fue un patinador de velocidad sobre hielo de velocidad estadounidense. Ganó la plata en la prueba de 500 metros en los Juegos Olímpicos de Invierno de 1960 en Squaw Valley. Bill fue el seleccionado para ser el abanderado en la ceremonia de obertura de los Juegos Olímpicos de 1964.

## Palmarés internacional
| Juegos Olímpicos | Juegos Olímpicos               | Juegos Olímpicos | Juegos Olímpicos |
| Año              | Lugar                          | Medalla          | Prueba           |
| ---------------- | ------------------------------ | ---------------- | ---------------- |
| 1960             | Squaw Valley ( Estados Unidos) | Medalla de plata | 500 m            |